# 奧謝特里夫卡
46°41′57″N 31°32′16″E / 46.69917°N 31.53778°E

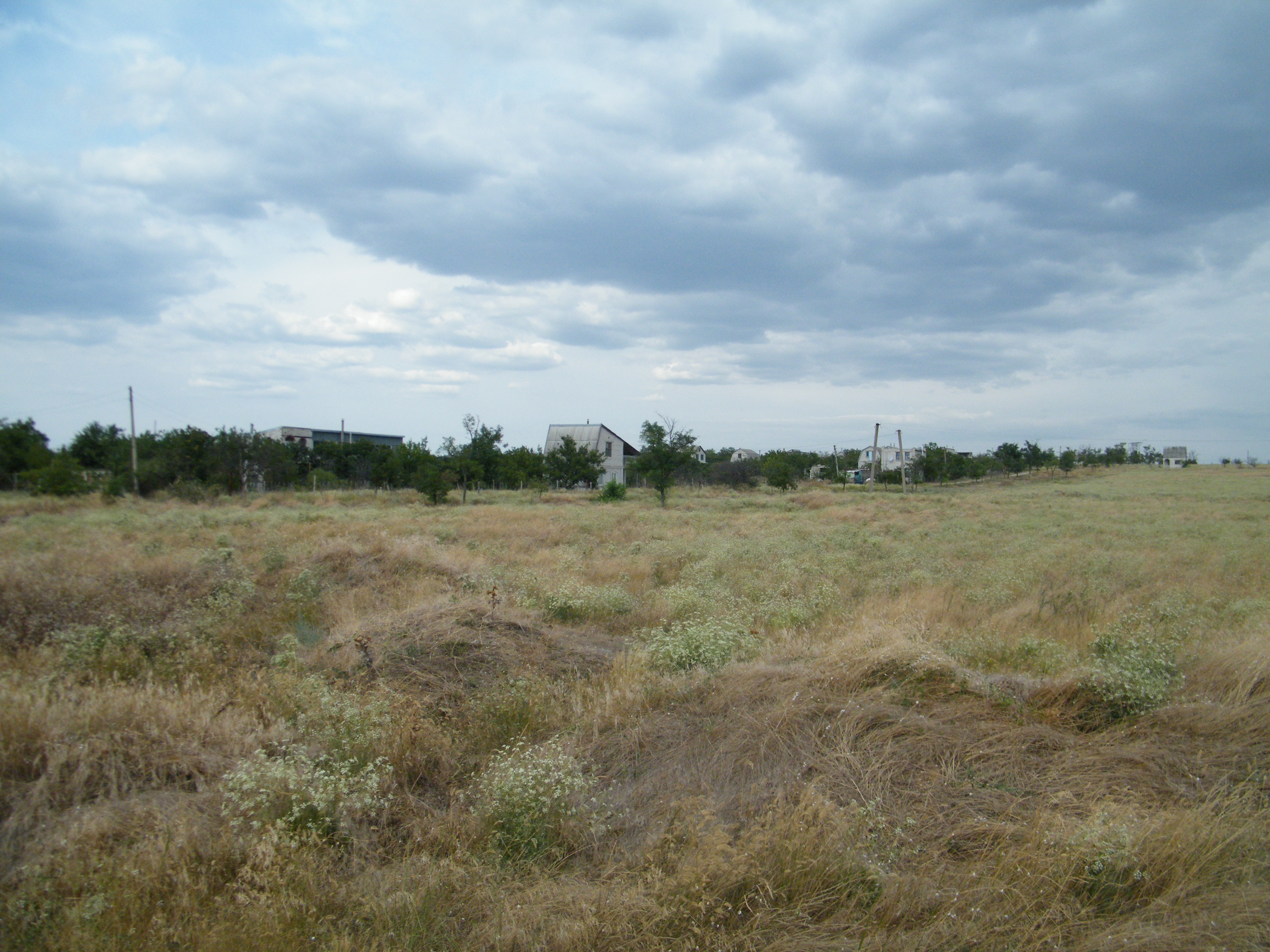

奧謝特里夫卡（烏克蘭語：Осетрівка），是烏克蘭南部的村莊，隸屬尼古拉耶夫州的尼古拉耶夫區。該村面積0.5平方公里，海拔高度39米，2001年人口94，人口密度每平方公里187.3人。